# Tramlijn 11 (Rotterdam)
Tramlijn 11 van de Rotterdamse RET rijdt tussen De Esch (Rotterdam) en Woudhoek (Schiedam) via het Centraal Station, het centrum van Schiedam en metrostation Schiedam Nieuwland. Lijn 11 is op 6 januari 2025 ontstaan nadat de oude lijn 21 is vernummerd tot lijn 11.

## Geschiedenis
Op 6 januari 2025 werd het tramnetwerk in Rotterdam veranderd; veel tramlijnen kregen een andere route en/of een ander lijnnummer. De oude lijn 21 werd vernummerd in lijn 11. In de route, frequentie en bedieningstijden vonden er geen wijzigingen plaats.

## Exploitatie
Op werkdagen wordt er van begin dienst tot 19:00 uur een 15-minutendienst gereden maar in samenhang met tram 1 wordt op het gezamenlijke traject Nesserdijk-Bachplein een 7,5-minutendienst gereden. Na 19:00 uur en op zondag voor 11:00 uur rijdt de lijn niet en wordt men verwezen naar tramlijn 1 met in Schiedam aansluiting op bus 52. Op zaterdag wordt van begin dienst tot einde dienst een 20-minutendienst gereden en op zondag vanaf 11:00 uur maar in combinatie met lijn 1 op het gezamenlijke traject een 10-minutendienst.

## Materieel
Tramlijn 11 is volledig geschikt voor lagevloertrams en wordt geëxploiteerd met de Citadis, een tram van de bouwer Alstom.

## Eerdere lijnen met nummer 11
De eerste Rotterdamse tramlijn 11 werd op 15 oktober 1917 in dienst gesteld; traject was Lisplein – Bergselaan – Bergsingel – Noordsingel – Noordplein – Hofdijk – Katshoek – Goudsesingel – Pompenburg – Hofplein – Weena – Stationsplein – Kruisplein – Mauritsweg – Eendrachtsplein – Nieuwe Binnenweg - Heemraadssingel. In 1929 werd de lijn verlengd naar het Mathenesserplein, in 1934 naar Spangen en in 1936 weer ingekort tot Mathenesserplein. In 1944 werd de route gewijzigd en reed lijn 11 van het Lisplein naar de Parklaan. Datzelfde jaar werd lijn 11 opgeheven, maar hij keerde in 1947 terug met de oude route Mathenesserplein - Lisplein. In 1960 is de lijn ingekort tot de route Samuel Mullerstraat - Lisplein en op 8 mei 1967 werd de lijn opgeheven in verband met de wijzigingen in het tramnet voor de indienststelling van de metro negen maanden daarna.
De tweede lijn 11 zag op 2 september 1967 het levenslicht bij de tweede fase van de reorganisatie van het tramnet. Deze lijn 11 nam de zuidelijke tak van lijn 3 over en reed van het Centraal Station naar de Groene Zoom. In verband met de opening van de metro op 9 februari 1968 reed lijn 11 op 9 februari voor het laatst. Vanaf 3 februari reed lijn 11 overigens al tot de keerdriehoek aan de Beukendaal.
Op 10 februari 1968 werd de derde lijn 11 ingesteld, tussen het Centraal Station en Spangen (de oude route van lijn 16). Op deze lijn deed altijd een verscheidenheid aan materieel dienst. Op 20 oktober 1973 veranderde deze lijn in een spitslijn waarbij ter compensatie tramlijn 1 frequenter ging rijden en werd verlegd via de Mathenesserdijk in plaats van de Mathenesserweg. Op 2 februari 1981 werd lijn 11 opgeheven, toen de nieuwe lijn 7 dit deeltraject overnam ook weer buiten de spitsuren.

## Zoo-tram 11

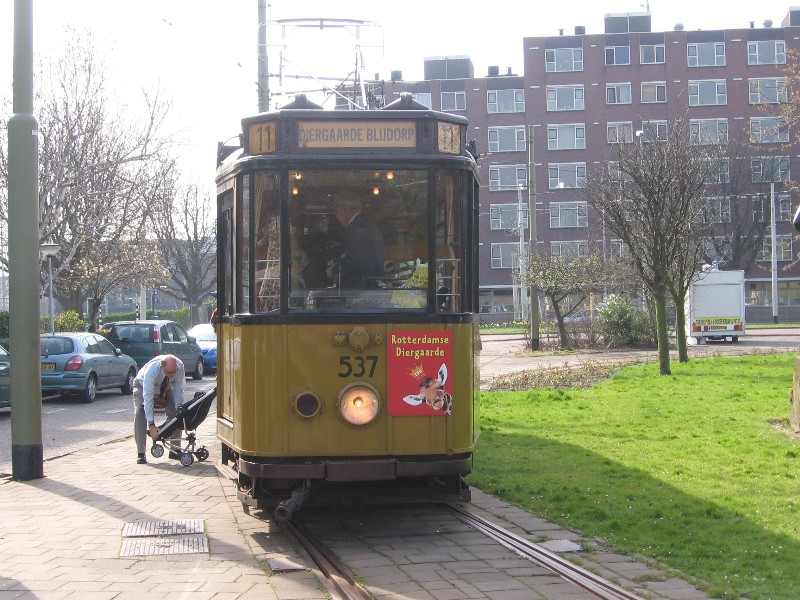
De Zoo-tram 11 bij Diergaarde Blijdorp.

Vanaf de dienstregeling die inging op 10 december 2006 van de RET werd het lijnnummer 11 weer gebruikt, namelijk voor het traject Centraal Station (Noordzijde) – Van Aerssenlaan ten behoeve van bezoekers van Diergaarde Blijdorp. Deze Historische Diergaarde Tram reed alleen in schoolvakanties en op feestdagen, en werd door RoMeO onderhouden met vierassers uit 1931. Deze tramdienst diende om de opheffing van tramlijn 3, die tot augustus 2004 op dit traject reed, te compenseren.

## Ringlijn 11
Bij wijze van proef reed er sinds 22 februari 2010 weer een reguliere tramlijn onder het nummer 11. Dit was een ringlijn in één richting door de wijk Blijdorp, via het Centraal Station (noordzijde), Diergaarde Blijdorp en het metrostation aan de Statenweg. Op 2 januari 2011 was de laatste rit van deze tramlijn 11.
De route was:
- Diergaarde Blijdorp - overstap op buslijnen 40, 44 en 49
- Vroesenpark - overstap op buslijnen 33 en 49
- Statenweg/Blijdorp Metro - overstap op RandstadRail en op buslijn 33
- Schieweg - overstap op buslijn 49
- Walenburgerweg - overstap op tramlijn 25
- Rotterdam Centraal (NS) (Blijdorpzijde)
- Bentinckplein - overstap op buslijnen 33 en 44

Van 5 tot en met 30 juli 2010 reed lijn 11 niet omdat door werkzaamheden op het Hofplein een omgeleide lijn 4/25 het grootste deel van de route bediende.
In november 2010 besloot de Stadsregio dat tram 11 vanaf 3 januari 2011 niet meer zou rijden wegens het niet rendabel zijn van deze lijn. Dagelijks maakten maar 500 reizigers gebruik van deze lijn. Een goed alternatief is het nieuwe metrostation Blijdorp.

### Restanten
- In 2008 was er nog wat tramspoor aanwezig op de kruising Rodenrijselaan / Bergselaan.